# Opstand van 13 Vendémiaire
De Opstand van 13 Vendémiaire was een royalistische opstand in Parijs op 5 oktober 1795. De opstand werd hardhandig neergeslagen door Franse revolutionaire troepen onder bevel van Napoleon Bonaparte.

## Verloop

### Achtergrond
De antikatholieke houding van de Franse Revolutie leidde in 1793 tot een gewapende opstand van katholieken en royalisten in het departement Vendée. In 1795 landde de graaf van Artois (de latere koning Karel X) op Île d'Yeu met een troepenmacht van 1000 émigrés en 2000 Britten. Samen met de Franse royalistische rebellen trokken ze begin oktober op naar Parijs.

### De opstand breekt uit
Het nieuws dat de graaf van Artois in aantocht was, bereikte Parijs en veroorzaakte daar een royalistische opstand. De royalistische opstandelingen hakten  vrijheidsbomen om en vertrappelden de driekleurige kokardes, een ander symbool van de Franse Revolutie. Er gonsden geruchten dat de Nationale Garde in Parijs zich bij de opstand zou aansluiten.
De Nationale Conventie (het revolutionaire parlement) besefte dat de revolutie in groot gevaar was en formeerde drie bataljons van jacobijnse soldaten onder bevel van generaal Menou om de opstand neer te slaan. Desondanks stonden de revolutionairen met maar 5.000 man tegenover zo'n 30.000 royalistische opstandelingen.
Op 4 oktober trok Menou op naar de Section Lepeletier, de Parijse wijk waar de opstand was uitgebroken. Menou viel de opstandelingen echter niet aan, maar begon met ze te onderhandelen en trok zich uiteindelijk terug na de belofte te hebben gekregen dat ze zich zouden ontwapenen. De rebellen zagen dit echter als een teken van zwakte en riepen ook de andere Parijse wijken op om zich bij de opstand aan te sluiten. Menou besefte zijn fout en stuurde een cavaleriecharge door de Rue du Faubourg-Montmartre die de royalisten tijdelijk uiteendreef. Desondanks werd hij ontslagen door de Conventie, die hem verving door Paul Barras.

### De opstand wordt neergeslagen door Napoleon

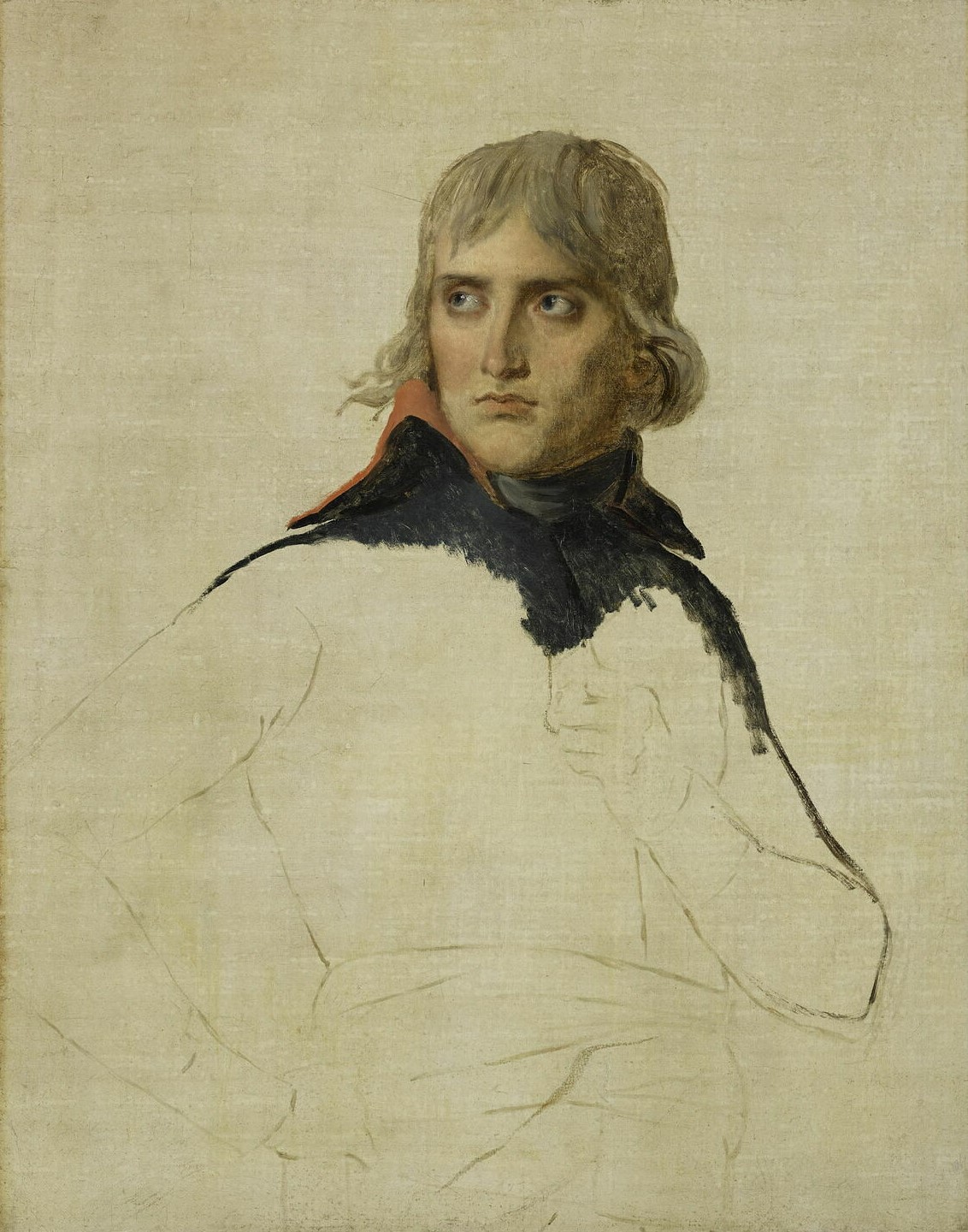
Napoleon Bonaparte in 1797

Rond deze tijd arriveerde brigadegeneraal Napoleon Bonaparte bij de Nationale Conventie om te kijken wat er aan de hand was. Hij werd door de Conventie bevolen om zich bij de revolutionaire troepen van Barras te voegen. Bonaparte accepteerde, op voorwaarde dat hij volledige bewegingsvrijheid kreeg.
Die nacht nam Bonaparte al snel het commando van Barras over en beval Joachim Murat om met zijn cavalerietroepen buiten Parijs 40 kanonnen op te halen. Toen Murat met de kanonnen terugkeerde, plaatste Bonaparte deze op een aantal strategische locaties.
De volgende dag, 5 oktober (13 vendémiaire IV in de Franse republikeinse kalender) om 10 uur 's ochtends begonnen de royalisten een grootscheepse aanval op de republikeinse posities. Bonaparte beval hierop de artilleristen om met hun kanonnen op de menigte te vuren met kartetsen, waardoor er tientallen slachtoffers vielen. Ook de infanteriebataljons vuurden op de menigte. Bonaparte stond voorop maar overleefde de aanval, hoewel het paard waarop hij reed, werd neergeschoten. Door de barrage van artillerie- en infanterievuur viel de menigte uiteen, waarop Bonaparte met een charge van Murats cavalerie de aanval beëindigde. Na twee uur lagen 300 opstandelingen dood op de straten van Parijs.

### Gevolgen
Hiermee was de dreiging voor de Franse Revolutie geweken. Bonaparte, nu een nationale held, werd gepromoveerd tot divisiegeneraal en kreeg het bevel over de Armée d'Italie. Hiermee versloeg hij de Oostenrijkse troepen in Italië, waarmee Frankrijk in 1797 zijn vijanden tot vrede kon dwingen en de Eerste Coalitieoorlog kon afsluiten.

## In film
De eerste aflevering van de miniserie Napoléon (2002) verbeeldt de Opstand van 13 Vendémiaire.